# Little Creaton
Little Creaton är en by i civil parish Creaton, i distriktet West Northamptonshire, i grevskapet Northamptonshire i England. Byn är belägen 17 km från Northampton. Little Creaton var en civil parish 1866–1884 när blev den en del av Creaton. Civil parish hade 50 invånare år 1881.